# Mycodrosophila bifibulata
Mycodrosophila bifibulata är en tvåvingeart som beskrevs av Hajimu Takada 1968. Mycodrosophila bifibulata ingår i släktet Mycodrosophila och familjen daggflugor. Inga underarter finns listade i Catalogue of Life.